# Concursante
Concursante és una pel·lícula espanyola del gènere drama, dirigida per Rodrigo Cortés i estrenada el 16 de març del 2007. Primer llargmetratge del director Rodrigo Cortés, fou rodada en gairebé 6 setmanes. Com a part de la seva estratègia de màrqueting es va dissenyar una campanya viral amb el nom de DESPIERTA, IMBÉCIL. Va ser guanyadora del premi de la crítica al Festival de Màlaga d'aquest mateix any.

## Argument
Martín Circo Martín (Leonardo Sbaraglia) és un professor d'història de l'economia que guanya un concurs televisiu de preguntes i respostes sobre economia. Passa de la nit al dia a ser milionari gràcies al premi que guanya, valorat en tres milions d'euros. Entre ells està un cotxe de luxe, una avioneta, una mansió, un iot. El problema arriba quan el personatge principal veu que està atrapat en un bucle on el sistema financer creat pels bancs comença a ofegar-lo. Aquells que li creen la necessitat també l'asfixien.

## Repartiment
- Leonardo Sbaraglia com Martín Circo Martín
- Chete Lera com Edmundo Figueroa
- Miryam Gallego com Laura
- Fernando Cayo com Eloy
- Miriam De Maeztu com Carmen Santillana
- Susana Mayo com Asunción

## Premis i nominacions
- Festival de Màlaga (2007): Bisnaga d'Or, Premi de la Crítica i Bisnaga de Plata a la millor fotografia.[5]
- Premis Mestre Mateo (2008): Millor actor secundari i millor muntatge.[6]
- XXII Premis Goya: Nominat als Goya a la millor cançó original.[7]